# Котрла, Йиндржих
Йиндржих Котрла (чеш. Jindřich Kotrla; 7 марта 1975, в Мосте, Чехословакия) — бывший чешский хоккеист, нападающий. В составе сборной Чехии — участник чемпионата мира 2003 года.

## Биография
Йиндржих Котрла начал свою хоккейную карьеру в 1994 году, в клубе «Литвинов». Всё время играл в Чехии. В сборной Чехии Котрла был в заявке на чемпионат мира 2003 года, где чешская сборная заняла 4 место. Завершил карьеру в 2014 году. С 2016 по 2018 год был тренером юниорской команды «Литвинов» (до 20 лет). С сезона 2019/2020 является ассистентом главного тренера ХК «Литвинов».

## Достижения
- Серебряный призёр чешской Экстралиги 1996
- Бронзовый призёр чемпионата Европы среди юниоров 1993 и чешской Экстралиги 2008

## Статистика
- Чешская экстралига — 738 игр, 184 очка (93+91)
- Чешская первая лига — 65 игр, 20 очков (6+14)
- Чешская вторая лига — 40 игр, 18 очков (11+7)
- Сборная Чехии — 23 игры, 4 очка (2+2)
- Евролига — 6 игр, 4 очка (2+2)
- Лига чемпионов — 4 игры
- Кубок Шпенглера — 3 игры, 1 очко (0+1)
- Всего за карьеру — 879 игр, 231 очко (114+117)